# Ахмедов, Мубариз Ализаде оглы
Мубариз Ализаде оглы Ахмедов (азерб. Mübariz Əlizadə oğlu Əhmədov; 1 января 1963 — 24 сентября 1992) — военнослужащий Вооружённых сил Республики Азербайджан, Национальный Герой Азербайджана (1994, посмертно).

## Биография
Родился Мабуриз Ахмедов 1 января 1963 года в селе Каратепе Сабирабадского района Азербайджанской ССР. В 1969 году он поступил на обучение в первый класс сельской средней школы. В 1977 году, окончив восьмой класс, поступает в ленинградский кинотехникум. Однако, не смог адаптироваться к климатическим условиям в Ленинграде и возвратился в родную деревню. Продолжил своё образование в 1980 году, когда поступил на обучение в Азербайджанский педагогический институт языков им. Ахундова. На третьем курсе института его призвали на срочную военную службу в ряды Советской армии. После демобилизации в 1985 году продолжил учёбу в институте. Начиная с 1988 года, он не остается в стороне от происходящих межнациональных общественно-политических событиях. Является активным участником уличных протестов в 1988-1990 годы.
В 1989 году, когда армяно-азербайджанский конфликт перерастает в вооружённое противостояние, Ахмедов записался добровольцем в батальон самообороны и присоединился к обороне Нагорного Карабаха. Он одним из первых бросился в бой в качестве командира части в Агдамском районе. Затем были военные операции в Зайшанле, Храморте, Казанчы, Аскеране, Пиркамале, Аранзамине, Агбулаге, Еникенде, Нахчыванике, Абдал-Гюлаблы, Катике, Дахразе, Ханабаде и Шушу. В 1991 году Министерство обороны рекомендовало ему получить военное образование в Турецкой Республике, но Мубариз принял решение дальше продолжить участвовать в защите национальных интересов.
24 сентября 1992 в окрестностях села Абдал-Гюляблы Агдамского района с поздней ночи завязался бой между противоборствующими сторонами. Контрнаступление отряда Ахмедова попадает под обстрел, рядом с Мубаризом взрывается снаряд. Он получил тяжёлые ранения. Во время эвакуации с поля боя тяжело раненный Ахмедов погибает.
Женат не был.

## Память
Указом Президента Азербайджанской Республики № 203 от 16 сентября 1994 года Мубаризу Ализаде оглы Ахмедову было присвоено звание Национального Героя Азербайджана (посмертно).
Похоронен в Аллее Шехидов в селе Каратепе Сабирабадского района.
В Сабирабадском районе установлен бюст Национальному Герою Азербайджана.